# 盖尔坦
盖尔坦（法語：Guerting，法語發音：[ɡɛʁtɛ̃]；洛林法兰克语：Gerténg）是法国摩泽尔省的一个市镇，属于福尔巴克-布莱摩泽尔区。

## 地理
盖尔坦（49°11'21"N, 6°37'13"E）面积5.64 平方千米，位于法国大東部大區摩泽尔省，该省份为法国东北部内陆省份，是洛林的一部分，西南接默尔特-摩泽尔省，东临下莱茵省，北与卢森堡和德国接壤。
与盖尔坦接壤的市镇（或旧市镇、城区）包括：库姆、克勒茨瓦尔德、法尔克、阿姆苏瓦尔斯贝格、瓦尔斯贝格。

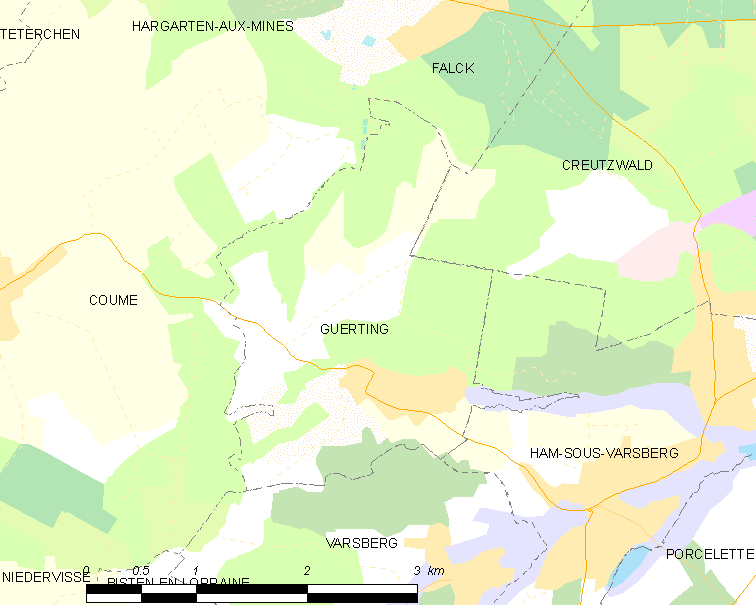
盖尔坦的OSM定位图

盖尔坦的时区为UTC+01:00、UTC+02:00（夏令时）。

## 行政
盖尔坦的邮政编码为57880，INSEE市镇编码为57274。

## 政治
盖尔坦所属的省级选区为布莱摩泽尔县。

## 人口

1962-2008年间盖尔坦人口变化图示

盖尔坦于2022年1月1日时的人口数量为870人。